# Смерек (село)
Смерек (пол. Smerek) — село в Польщі, у гміні Тісна Ліського повіту Підкарпатського воєводства. Знаходиться на прадавній етнічній український території.
Населення — 132 особи (2011).

## Розташування
Розташоване в долині Солінка гірських пасом Західних Бещад, недалеко від кордону зі Словаччиною.
Село розташоване за 9 км на північний схід від Тісної, за 34 км на півдні від Лісько, 644 метри над рівнем моря, біля потоку Смерек (Смрек) і р. Ветлина.

## Назва
Назва Смерек походить від української назви хвойного дерева "смерека".
У ході кампанії ліквідації українських назв село в 1977—1981 рр. називалось Сьвєркув (пол. Świerków).

## Історія
Перша згадка в документі 1529 р., як власність роду Балів, на праві волоському. Поселення біля гори Смерек мало стратегічне прикордонне значення для Сяноцької Землі. Поселення, які знаходились поруч — Творильне, Криве, Хміль, Дверник, Ступосяни, Журавин. Пізніше, поруч виникли поселення Ветлина і Яворець.
В вересні 1614 р. в селі були криваві події — місцевий солтис (князь) Петро з купою 98 осіб, напали на садиби села і зруйнували його практично повністю. Кілька жителів були вбиті та багато отримали поранення. Невідомо, які були мотиви нападу: чи було це актом помсти, чи з метою пограбування.
Протягом століть у Смереку було багато власників. На кінець вісімнадцятого століття належав родині графа Лосів.
На початок ХХ століття фільварок з 2500 га ялинових лісів, купила віденська торгова компанія, яка в 1904 р. протягнула вузькоколійну залізницю з Нового Лупкова до присілку Бескид через потік Смерек і почала інтенсивну експлуатацію лісів.
З листопада 1918 по січень 1919 тут існувала Команчанська Республіка.
В 1944 році польська влада запропонувала 691 особам переселитися до СРСР, але ніхто добровільно не залишив свої батьківські прадавні землі і багато людей втекли в ліс. Злочинна комуністична влада під тиском НКВДистів у 1946 р. влаштували облави і мешканців було насильно загнано в товарні вагони і примусово вивезено до СРСР (в село Надіїв коло Долини). Село було знищене, залишилось тільки декілька давніх будівель.
У 1975-1998 роках село належало до Кросненського воєводства.

### Церква
Місцева греко-католицька парафія належала до 1924 року до Деканату Балигородського, опісля — до Тіснянського. Церква була дерев'яна парафіяльна Св. Мученика Дмитра. Її було збудовано в 1875 році на місці старої, також дерев'яної. Після ІІ Світової війни знищена. На церковному цвинтарі довжиною близько 100 м збереглося тільки декілька могил і фрагменти бетонних і кам'яних надгробків.
В 1903 р в селі була побудована мурована капличка, поставлена на пам'ять про відміну панщини, так званий "гроб панщини", де кілька разів на рік відбувались служби під час паломництва. Тепер від неї немає і сліду.

### Етнографія
Місцеві жителі вважали себе русинами ( назва українців до XIX століття), рідко використовуючи назви "бойки" та "лемки", дослідники вважають, що в селі жили і ті і ті, хоча бойки переважали.

## Сучасність
Сьогодні через місце старого села пролягає дорога. Немає вже ні будівель садиб, лісопильного заводу, млинів, постоялих дворів і мисливських будиночків, ні співучих птахів…
Зараз у селі мешкає 100 осіб, переважно переселенців-поляків.

## Демографія
В 1881 році у селі проживало 557 мешканців.
В 1921 р. в селі мешкало 647 осіб: 564 греко-католиків, 58 римо-католиків, 8 протестантів, 43 юдеїв i 1 особа іншого віросповідання.
В 1927 р. жило тут вже 814 осіб, а в 1943 р. — 869 осіб.
У 1939 році в селі проживало 910 мешканців, з них 840 українців, 40 поляків, 20 євреїв і 10 німців.
Демографічна структура станом на 31 березня 2011 року:
|          | Загалом | Допрацездатний вік | Працездатний вік | Постпрацездатний вік |
| -------- | ------- | ------------------ | ---------------- | -------------------- |
| Чоловіки | 68      | 10                 | 47               | 11                   |
| Жінки    | 64      | 14                 | 39               | 11                   |
| Разом    | 132     | 24                 | 86               | 22                   |